# 愛宕駅 (宮城県)
愛宕駅（あたごえき）は、宮城県宮城郡松島町高城字三居山（さんきょざん）にある、東日本旅客鉄道（JR東日本）東北本線の駅である。

## 歴史
1962年（昭和37年）7月1日に開設。この日をもって廃駅となった（旧）松島駅の東方に位置する。
東北本線の岩切駅と品井沼駅の間は、日本鉄道による開業時から利府駅経由の山岳ルートを経由していたが、この経路には急勾配が存在し、牽引力の弱い蒸気機関車を使用していた時代では、列車の運行に補助機関車を要していた。
戦時中の1944年（昭和19年）に勾配緩和と輸送力増強のため、現在の海岸ルートが貨物線として開業した。
戦後、この貨物新線の旅客営業が開始されて東北本線のメインルートとなり、1962年（昭和37年）には利府駅経由の旧線が岩切駅と利府駅の間を残して廃止されることとなり、新線上に設けられていた新松島駅が新しく「松島駅」を名乗り、旧線上に存在した（初代）松島駅が廃止される事になった。
旧線の廃止には沿線住民の反発もあり、（新）松島駅から大きく離れる（旧）松島駅近隣の住民の便宜を図るため旧駅から近い新線上の場所に、国鉄の負担で代替駅が設けられることになった。こうして開設されたのがこの愛宕駅である。駅の直下にあるトンネルは旧線跡である。

### 年表
- 1962年（昭和37年）7月1日：開業[2]。旅客のみを取り扱う無人駅[4]。
- 1985年（昭和60年）3月14日：すべての普通列車が停車するようになる。
  - 「60・3」ダイヤ改正まで、普通列車の一部は通過していた。そのため、仙台 - 小牛田の駅掲示時刻表では同駅の停車列車には「愛宕駅停車」と特記があった。
- 1987年（昭和62年）4月1日：国鉄分割民営化により、JR東日本の駅となる[5]。
- 2003年（平成15年）10月26日：ICカード「Suica」の利用が可能となる[6]。
- 2024年（令和6年）10月1日：えきねっとQチケのサービスを開始[1][7]。

## 駅構造
相対式ホーム2面2線を有する地上駅である。盛土の上に位置しており、当駅下を貫くトンネルは旧線で使用していたものである。雨をしのぐ程度の待合所はあるが駅舎はなく、出入口は各ホームに設けられている。
仙台駅管理の無人駅である。両ホームそれぞれに乗車駅証明書発行機（上りホーム側のみ自動精算機対応磁気券）、簡易Suica改札機が設置されている。松島花火祭りの時には駅員が派遣されて、臨時発売（特別改札）を行う。

### のりば
| ホーム | 路線      | 方向 | 行先       |
| ------ | --------- | ---- | ---------- |
| 東側   | ■東北本線 | 上り | 仙台方面   |
| 西側   | ■東北本線 | 下り | 小牛田方面 |

※案内上の番線番号は設定されていない。

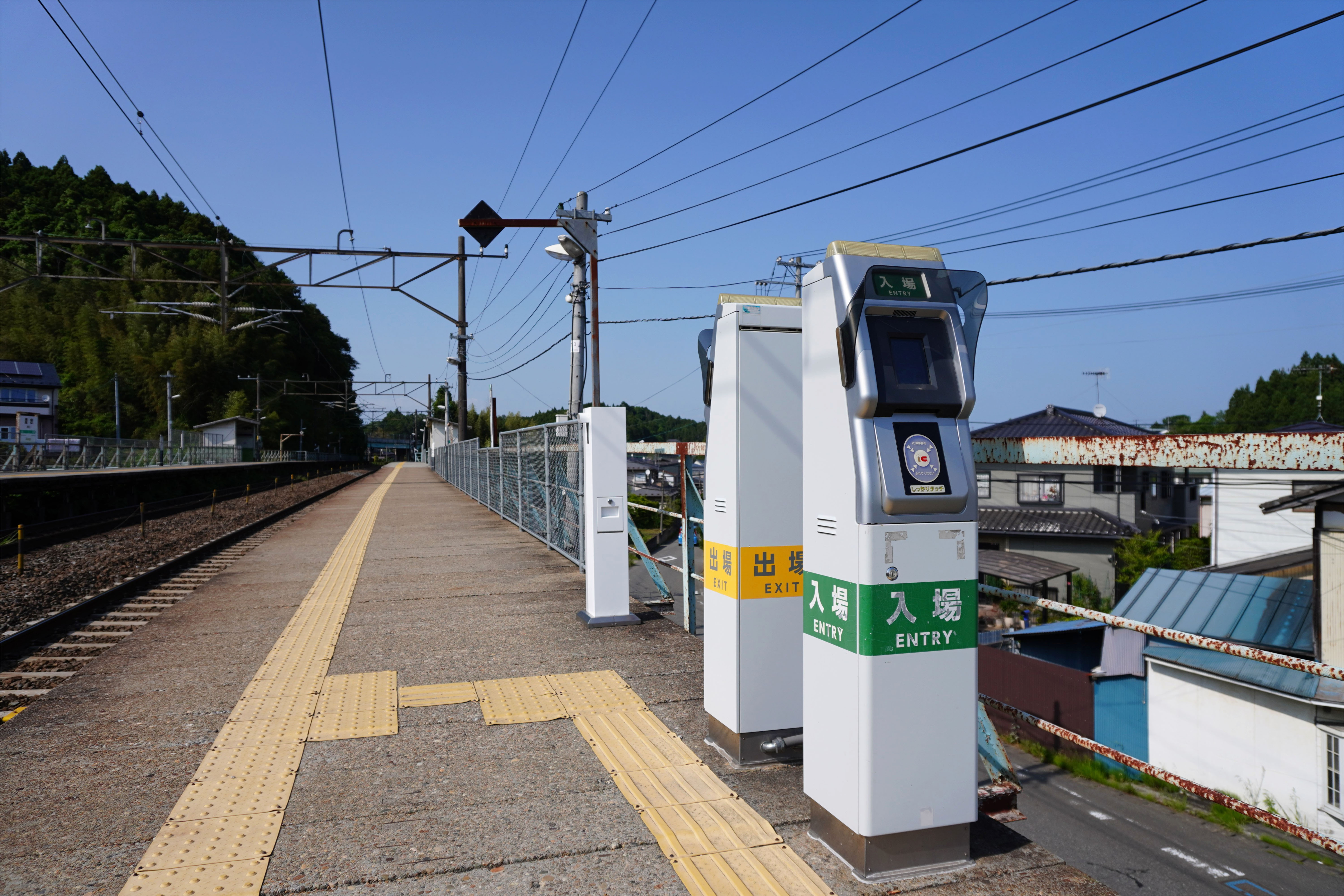
上り線改札口（2023年5月）
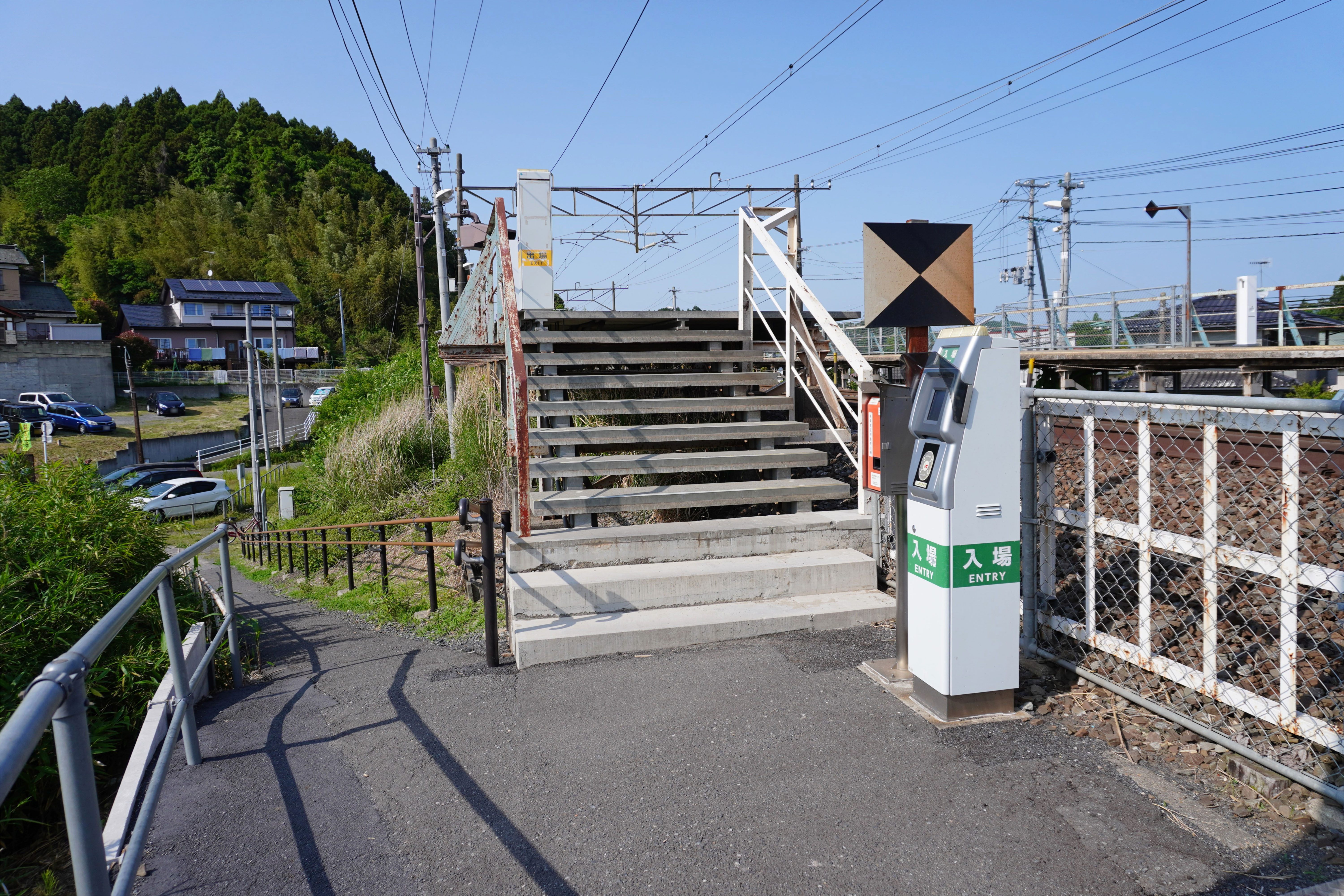
下り線改札口（2023年5月）

## 利用状況
「松島町統計資料」によると、1999年度（平成11年度）- 2004年度（平成16年度）の1日平均乗車人員の推移は以下のとおりであった。
以下に示す乗車人員数は推計値である。なお、2005年度（平成17年度）以降については、正確な数値が掴めないことにより、公表されていない。
| 乗車人員推移       | 乗車人員推移     | 乗車人員推移 |
| 年度               | 1日平均 乗車人員 | 出典         |
| ------------------ | ---------------- | ------------ |
| 1999年（平成11年） | 474              | [ 9 ]        |
| 2000年（平成12年） | 523              | [ 9 ]        |
| 2001年（平成13年） | 535              | [ 9 ]        |
| 2002年（平成14年） | 537              | [ 9 ]        |
| 2003年（平成15年） | 564              | [ 9 ]        |
| 2004年（平成16年） | 546              | [ 9 ]        |

## 駅周辺
松島町の市街地から北に離れた駅で、かつては駅前に小学校と中学校しか目立った建物がなかった。
1985年（昭和60年）3月のダイヤ改正により、普通列車が「一部停車」から全便停車に変更して、列車本数が大幅に増加したため利便性が向上した。近隣から小・中学校への通学利用が多いほか、仙台への通勤客を見込んで建築されたマンション、コンビニエンスストア、ホームセンターもある。
- 松島町立松島第二幼稚園 - 第三・第四幼稚園が児童数減少に伴い、ここに統合された。
- 松島町立松島第二小学校 - 第三・第四小学校が児童数減少に伴い、ここに統合された。
- 松島町立松島中学校
- 愛宕簡易郵便局
- 初原郵便局
- 陸上自衛隊反町分屯地
- 松島町健康館（旧線松島駅舎）
- 国道45号
- 国道346号
- 三陸自動車道 松島北インターチェンジ
- 県道8号仙台松島線
- 大郷町住民バスのりば（高城町方面、田布施・大郷町役場・物産館・黒川病院・成田川分館方面）
- 松島町営バス松島第二小学校前停留所
- 東京エレクトロン宮城 松島事業所
- コメリ松島店
- 松島運動公園
- 松島電車愛宕橋停留所跡

## 隣の駅
東日本旅客鉄道（JR東日本）
■東北本線
松島駅 - 愛宕駅 - 品井沼駅